# 社區心理學
社區心理學關注個人與其社區、社會之間的相互關係，透過合作性的研究與行動，進一步探討在生態、歷史、文化、社會政治等不同脈絡中的人類行為，並長期致力於預防、賦權、社會改變等工作，以有效提昇個人安適、幸福感(well-being)、社區與社會的生活品質。
相關學科包括生態心理學、環境心理學、比較文化心理學、社會心理學、政治學、公共衛生、社會學、社會工作和社區總體營造。

## 社區心理學的起源背景

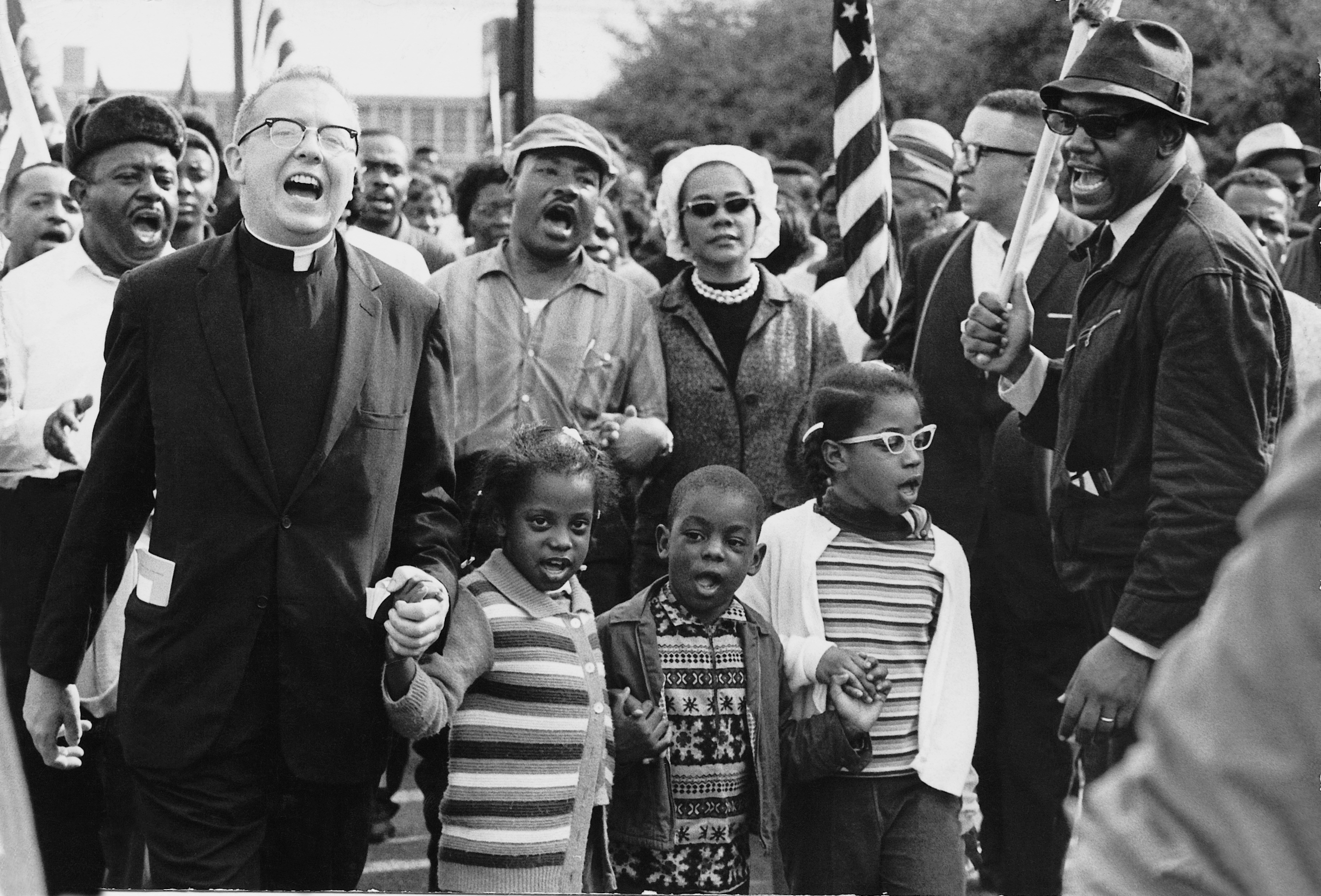
1965年民權領袖帶頭爭取非裔投票權遊行

有關社區心理學的起源動能，最早可追溯自美國的經濟大蕭條(1930s)與第二次世界大戰（1940s）等時期對整體社會所造成衝擊。接續，又受到1960年代風起雲湧的各項社會與政治改革浪潮之影響，例如民權、和平（或反戰）、女性主義、反貧窮（war on poverty）、同性戀權利等運動。

社區心理學興起的四個面向影響因素：
|              | 專業發展因素                                                   | 社會衝突因素                                                   |
| ------------ | -------------------------------------------------------------- | -------------------------------------------------------------- |
| 心理衛生方面 | 預防概念被應用到心理衛生領域(如Erich Lindemann與Gerald Caplan) | 心理衛生服務系統的改革(如通過社區心理衛生中心法案)             |
| 社會議題方面 | 社會心理學對團體動力(group dynamics)與行動研究的探討(如Kurt Lewin)           | 社會改革與解放運動(如民權、婦女權益、和平、環境、同性戀權利等) |

近年來，社區心理學的國際發展已跳脫早期緣起美國的思維模式，開始融入各國在地或跨國區域間的文化脈絡與多元價值，並逐漸形成各自社區心理學的源起基礎、影響層面與演進脈絡。

## 社區心理學的國際發展及演進

### 美國

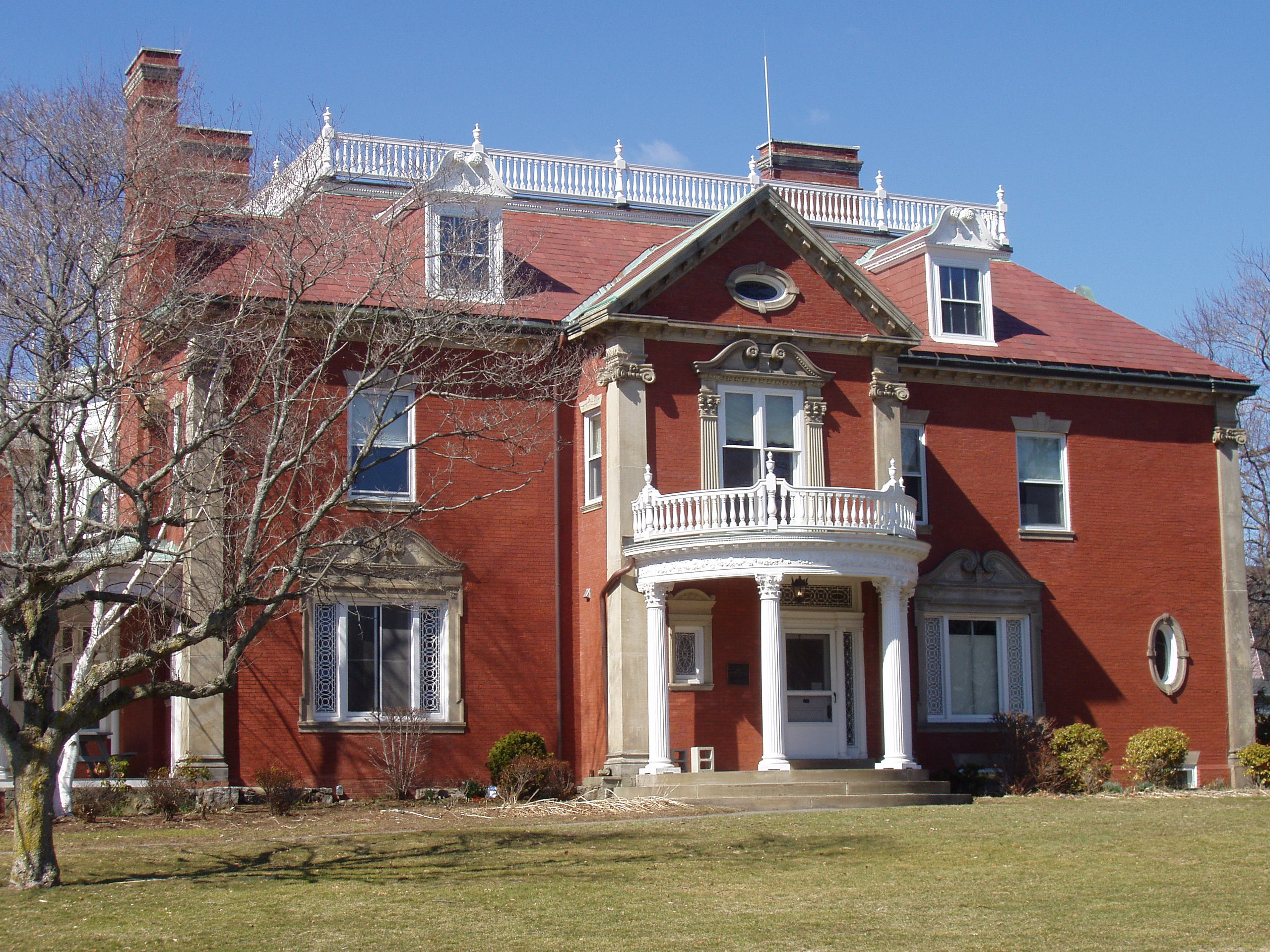
美國麻州-斯萬普斯科特的地標（市政廳）

1965年，39位心理學家在美國波士頓附近的斯萬普斯科特舉辦探討如何訓練與培養心理學家新角色及服務模式的會議，以因應社區心理衛生的發展趨勢(例如1963年社區心理衛生中心法案的通過)，因此「斯萬普斯科特會議」促成社區心理學的專業領域正式形成。
1967年，社區心理學成為「美國心理學會（页面存档备份，存于）」的第27分會，現在已更名為「美國社區研究與行動協會（页面存档备份，存于）」(SCRA)。
1973年，「美國社區心理學期刊」創刊。
1975年，超過100位來自全美各地與波多黎各的社區心理學家及學生們參加在德州大學奧斯汀分校舉辦的一場研討會。此為著名的「奧斯汀會議」，對社區心理學領域的發展有深遠的影響，尤其加速社區心理學從社區心理衛生的臨床關注，開展至不同社會層面的議題，並且預防、多元觀點(如婦女、性別、種族、貧窮、正義等)、社會行動、倡導等成為社區心理學的核心價值。
特色：社區心理學在美國將近有四十多年的歷史，目前因受到各大學心理學系的神經科學及功能性磁振造影等風潮的影響，其專業發展已面臨十字路口的階段。2009年，在紐澤西州舉行的社區心理學雙年會中，美國美國社區研究與行動協會（页面存档备份，存于）曾揭櫫四項新前景：全球議題的關注、跨部門及科際整合、以社區心理學及社會正義為價值基礎之深化政策影響、促進社會正義之相關研究及行動等。

### 加拿大
1970年代，一群深受美國訓練及影響的社區心理學家開始在加拿大推動社區心理學教育與實務的發展。
1982年，「加拿大心理學會（页面存档备份，存于）」始設社區心理學組（页面存档备份，存于）(section)。
1982年，「加拿大社區心理衛生期刊（页面存档备份，存于）」首度出版。
2003年，拉瓦爾大學與魁北克大學蒙特婁分校的社區心理學博士班課程的畢業生正式被「Order of Psychologists」認可能合法使用「心理學家」的稱謂。
2010年5月，在渥太華大學舉辦首次之全國社區心理學會議，其主題為：「社區心理學在加拿大：頌讚過去與展望未來」。過去幾年，在魁北克及安大略省四所大學(渥太華大學、拉瓦爾大學、魁北克大學蒙特婁分校、勞瑞爾大學)每兩年皆定期召開小型的學生會議，至2008年才決定籌劃全國性的會議。
特色：加拿大社區心理學模式最早是立基在心理衛生領域，但也強調社會介入、社會正義、參與(paticipatory)、行動、質性研究等取向。

### 澳洲
1983年，「澳洲心理學會（页面存档备份，存于）」正式成立「社區心理學家委員會(Board )」，此亦為現今「社區心理學家學院(College)（页面存档备份，存于）」的前身。
1984年，社區心理學家委員會開始發行「網絡」(Network)的通訊。至2001年，此成為一個有審查制度的「澳洲社區心理學家（页面存档备份，存于）」期刊。
2010年12月，澳洲衛生人力資源部長理事會決定將社區心理學重新納入「衛生機構執業管理法」(Health Practitioner Regulation Act)認可的心理專業領域之一，其肯定社區心理學家在整體社區心理健康促進方面的專長資格，例如有關原住民部落、災害應變等。
特色：澳洲社區心理學也是起源於心理衛生領域，其特別聚焦在女性主義、和平與原住民等議題。

### 紐西蘭

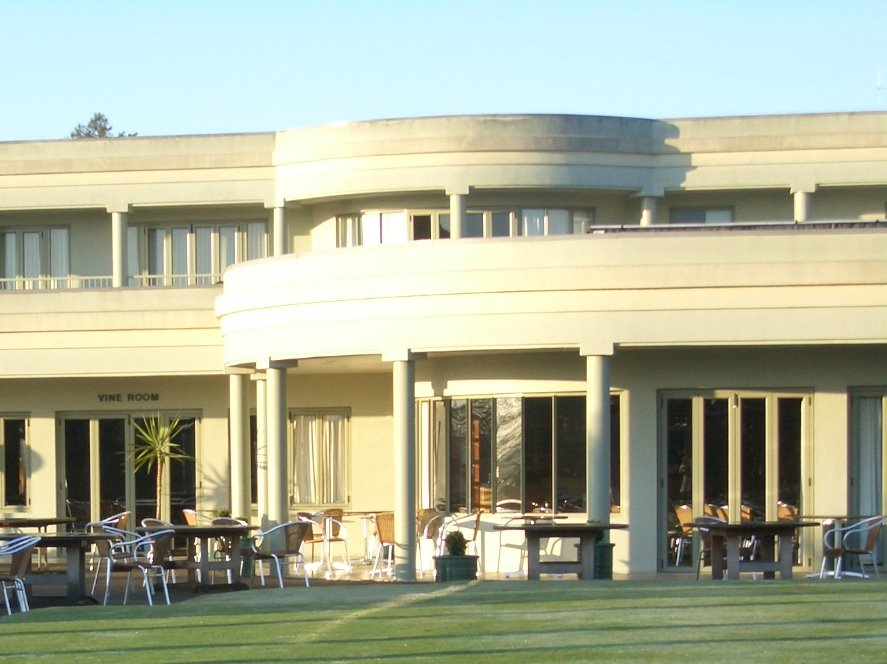
9屆泛塔斯曼社區心理學會議場地-紐西蘭陶朗加

2004年，「紐西蘭心理學會」首度設立「 （页面存档备份，存于）」。
紐西蘭與澳洲兩地的社區心理學家每兩年固定舉辦一次「泛塔斯曼(Trans-Tasman )社區心理學會議」。2009年，第十一屆會議是在西澳召開。
特色：早期紐西蘭與澳洲同屬英國殖民地，所以兩國的社區心理學發展非常類似，例如皆關注在社會正義(social justice)相關議題，特別是原住民毛利人的殖民地化，以及如何與多數且佔主導地位的白人和解共生。除此之外，合作、多元、賦權與能力促進(competence enhancement)亦是紐西蘭社區心理學家的核心價值。

### 英國
1983年，「社區環境心理學家」(Psychologists in Community Settings)跨專業團體成立，1986年並舉辦以「Community Psychology in the late 1980s」為題的研討會。
1991年，「社區與應用社會心理學期刊」創刊。
1990年代開始，英國社區心理學家網絡組織每年皆固定舉辦會議，2010年則在普利茅斯大學召開。
2010年10月，英國心理學會（页面存档备份，存于）設立社區心理學分組（页面存档备份，存于）。
特色：英國社區心理學模式立基在臨床心理學、心理衛生、教育心理學與應用社會心理學領域，批判心理學也扮演重要影響的角色。因此，彙集而成一個「社區社會心理學」(community social psychology)的新概念。

### 歐洲─義大利、德國、挪威、波蘭、葡萄牙、西班牙
1980年，「義大利心理學會」已經設置社區心理學分支(division)。
1995年，「德國社區心理學研究與實務學會」成立。
1995年開始，每兩年舉辦一次歐洲社區心理學會議。2009年，在法國巴黎召開。
1996年，「歐洲社區心理學家網絡（页面存档备份，存于）」的跨國組織創立。
2005年，「歐洲社區心理學學會（页面存档备份，存于）」正式成立。
特色：歐洲的社區心理學與美國模式明顯不同。首先，較少聚焦在個人向度，而較強調在群體層面，而且無論個人或群體均被認為會受到全球化及自由貿易的影響。其次，西歐與北歐國家較美國有強而有力的社會政策，特別是在收入再分配(income redistribution)的部份。第三，歐洲社區心理學的理論是整合了傳統、後現代與批判的概念，此超越美國社區心理學較為務實的傾向。

### 南非
1983年，「Psychology in Society」期刊問世，至1993年止，社區心理學是頻率次高的期刊主題。
特色：在殖民地化、壓迫、種族隔離等歷史因素的影響之下，使得南非社區心理學比其他英語系國家更朝向激進與政治傾向發展。除了社會改變之外，南非的社區心理學也關注心理衛生議題及健康促進/預防(如人類免疫缺乏病毒/愛滋病)。

### 拉丁美洲
1975年，波多黎各大學首創「社會─社區心理學」(social-community psychology)碩士學程。
2004年，墨西哥國立自治大學開設「心理學與社區」(Psychology and Community)實務課程。
2005年，哥倫比亞Javeriana大學開設「社區心理學」碩士學程。
2006年，厄瓜多爾舉辦該國首屆的社區心理學會議。
特色：由於拉丁美洲是許多不同文化、種族、語言的國家所組成，相對其社區心理學也較為多元，但仍受美國模式影響。在本質上，拉丁美洲的社區心理學立基於社會學、社會心理學、批判理論、成人教育模式與其他社會科學領域。因此，拉丁美洲社區心理學強調弱勢族群的社會改變及社區介入，也就是社會行動家、解放心理學(psychology of liberation)、政治心理學及社區發展取向。另外，其關注的議題亦含蓋都市或鄉村的社區組織、健康、住宅、環境與教育需求等方面。因此，形成一個「社會─社區心理學」的獨特概念。

### 亞洲

#### 日本[3]
1969年，在第33屆心理年會中首度舉辦「社區心理學議題」研討會。
1975~1998年，曾辦理一系列的社區心理學專題討論會。
1997年，「日本社區心理學期刊」創刊。
1998年，「日本社區心理學會（页面存档备份，存于）」成立。
2004年，日本與南韓兩國開始固定舉辦「日韓社區心理學研討會」，2008年第四屆研討會在南韓首爾的延世大學召開，其主題為「發展合作性的跨文化議題」。
特色：美國社區心理學剛興起不久，就被引進了日本，故深受美國社區心理學模式及其早期發展階段所影響，例如「社區心理衛生」，但大部份的研究仍侷限在個人層面或學校場域。近年來，雖然已逐漸擴展至社會結構及系統的探討，並且是跨領域的取向，日本社區心理學的本土模式還尚未形成。

#### 台灣[6]

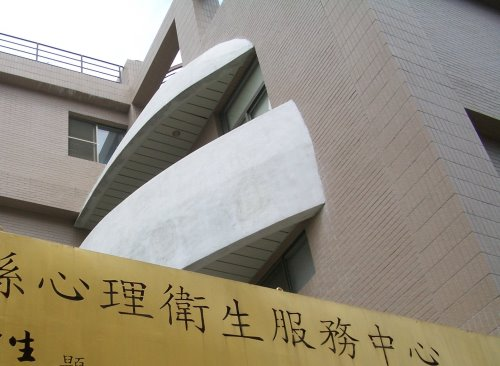
台中縣心理衛生服務中心

1990年，中正大學心理研究所首設社區心理學課程。
1991年，政治大學心理系亦開設社區心理學與相關系列(社區諮商、預防心理學、諮詢、危機處置等)課程。
2001年，暨南國際大學輔導與諮商研究所正式將社區心理學列入入學考試科目。
2004年，澳洲社區心理學家Iain M. Butterworth博士受邀在「台南健康城市國際研討會」中以「Healthy Cities Evaluation」為題發表演講。
2004年，在台灣心理學會第43屆年會中舉辦「心理專業在社區心理衛生服務領域的多元參與機會及未來教育訓練的思考」專題座談(symposia)。
2005年，在輔導學會年會暨國際學術研討會中舉辦「對弱勢族群的不同服務方式：社區心理學的觀點」專題座談。
2005年，台灣第一本社區心理學中文翻譯教科書問世。
2006年，暨南國際大學輔導與諮商研究所始設博士班，入學考試科目包括「社區問題與輔導」及「社區方案設計與評估」。
2006年，在台灣心理學會第45屆年會中舉辦「希望在哪裡？ 看見民眾的需要 / 兼談心理助人專業的教育訓練」專題座談。
特色：台灣的社區心理學相關實務工作最早是由社區心理衛生中心人員開始做一些嘗試，例如初級預防、心理衛生教育、心理健康促進、諮詢、危機處置、方案評估等。另外，研究主題方面也幾乎是與時俱進，含蓋婦女、老人、青少年、未婚懷孕、街友(homelessness)、初級預防、社區心理衛生中心、心理衛生指標、賦權評估、心理健康政策等。近年來，由於重大災難事件不斷，助人專業領域(諮商心理學、臨床心理學等)也曾做相關的探討或應用。

#### 中國
中國的社會心理學者越來越關注社區心理學，並發展出一系列相關研究。例如，青少年的心理健康及犯罪防治研究，老年人的心理健康與生活品質、社會支持、社區集體效能、社區處遇、幸福感、生活滿意度等相關研究，其他群體的研究。2009年亦曾有學者與美國社區心理學家合作在天津市透過城區街道辦事處，進行「犯罪被害恐懼」(fear of crime)的調查研究。
在實務方面，社區服務人員及民眾對社區心理學的認識相當模糊，而誤認所謂「社區」只是居民委員會的翻版，或有人偶爾在社區建設的討論中提及心理方面的問題，但皆與社區心理學概念相去甚遠，仍然有很長的路要走。
2010年，中國出版第一本社區心理學的簡體中文翻譯教科書。
特色：中國各地目前正在大力推動建構和諧社會的重要國策，社區心理學這門學科可做為相關理論支援，或為新型社區設置提供行動研究範例，以及化解社區矛盾、建構完善心理健康服務體系、提昇居民心理素質與幸福感等。尤其，社區心理學強調對西方文化和傳統心理學個人主義傾向的反動，故其在中國具有廣闊的發展前景。

#### 香港[3][25]
香港中文大學曾開設「社區心理學」大學部課程。
2008年，香港理工大學應用社會科學系在「第六屆華人心理學家學術研討會」中舉辦「Community Psychology in Hong Kong」專題研討會，介紹社區心理學在香港的發展。
特色：目前香港尚未進展到相關社區心理學的方案或專業團體等組織化階段，僅是少數接受過社區取向訓練的心理學家在做零星主題的探討，如社群意識、社區心理衛生服務、自助或互助團體、預防或早期介入、社區組織與諮詢、倡導與社會行動、政策發展(教育、衛生、社福等政府部門的改革)等。另外，因缺乏專業基礎與經費資源，故相關弱勢服務(貧窮、慢性疾病、社會邊緣等群體)的成效也受到限制。
香港心理衛生會在2004年開始舉辦精神健康急救課程，讓社會大眾能掌握精神健康急救的相關概念，令維護精神健康的方法廣傳出去，令更多香港人受惠。

### 世界
在國際性會議方面，2006年首度在波多黎各召開，第二屆(2008年)在葡萄牙里斯本，2010年(第三屆)則在墨西哥Puebla古城舉行。

## 社區心理學的核心價值與概念
一、預防重於治療 
基本上，「預防」優於「早期發現早期治療」，更優於「治療復健」的，因此初級預防較後兩者(次級或三級預防)來得重要。而初級預防也稱為「全面性預防」(universal prevention)或「心理衛生初級預防」(primary prevention in mental health)，其主要目標在維持個人心理健康的狀態，或減低問題或疾病的發生率，如在特定期間在某一地區或人口群體產生某類問題或疾病的新增個案人數。初級預防方案的對象是整個群體(如群體介入模式)而非少數或單一的個人，並可分為增加個人強度、減低個人限度、增加社會支持、減低社會壓力、增加物理與環境資源、減低物理與環境的壓迫等六大面向。

二、追求個人與家庭的幸福 
幸福是一種身心健康的狀況，其不只是沒有精神疾病，而且還能夠擁有良好的正向特質、因應能力、工作滿意、生活品質等。而家庭往往是個人康健的基石，社區心理學家可以規劃提昇社會情緒能力、社會支持網絡、互助團體、職場心理健康相關預防方案，或是致力於社會服務及政府政策的興革、倡導等。如此，藉由群體的心理健康促進，逐步達到幸福社會的終極目標。

三、凝聚社區心理意識 
「社區心理意識」(psychological sense of community)亦稱「社群意識」，或接近「社區精神」(community spirit)的概念，其定義是某一群體居民所共同產生的社會凝聚與情緒連結之感覺，如歸屬感、地方依附(place attachment)、相互支持等。目前，社區心理學家已進行鄰里、學校、教室、互助團體、宗教組織、職場、網路社群等相關社區意識的研究主題。在實務方面，2005年美國卡崔娜颶風災害有應用此一概念在社區復原的過程之中。另外，有一些美國的社區心理學家則探討如何測量社區心理意識，以及如何藉以降低犯罪被害恐懼的相關議題。

四、生態系統分析與介入 
1979年，Bronfenbrenner提出「人類生態論」，其強調社會脈絡影響人類發展的重要性，此生態觀點影響到發展心理學與社區心理學兩個領域。因此，社區心理學逐漸發展生態層次分析的理論模式，包括「個人」(individuals)、「微系統」(microsystems)(家庭、朋友網絡、班級教室、宿舍、工作群組、自助團體、音樂或合唱團體、運動隊伍、軍事部隊等)、「組織」(organizations)(助人服務與健康照護環境、處遇方案、學校、職場、鄰里協會、合作建屋單位、宗教團體、在地商業或勞工團體、社區聯盟等)、「地域」(localities)(鄰里、城鎮、鄉村地區、都市等)與「鉅系統」(macrosystems)(文化、社會、政府、政黨、社團法人、國際機構、大眾媒體、網路、社會運動、廣泛的經濟與社會力量、信仰系統、全球化等)。

五、個人、組織與社區的賦權 
賦權乃是個人、組織與社區藉由一種學習、參與、合作等過程或機制，使獲得掌控自己本身相關事務的力量，以提昇個人生活、組織功能與社區生活品質。因此，賦權是社區心理學的重要精神與概念之一。賦權透過由下而上、公民參與、協同合作、非正式協助系統等方式，進而使其相信本身是有能力的，事情是可控制或有改變的可能性，專業者在這過程所扮演的角色是合作者與促發者。賦權理論的重要開拓者是美國著名的社區心理學家Julian Rappaport與Marc A. Zimmerman。

六、尊重族群多元價值及發展 
人類多元價值是建立在能夠彼此皆能尊重不同的性別、種族、文化傳統、語言、宗教、國籍、性取向、智能、社經地位、收入、年齡等。為了順利或有效進行社區介入的工作，社區心理學家或社區諮商員必須接受多元文化相關訓練(如RESPECTFUL模式)，累積不同於自身社經文化背景的實務經驗，培養高度的文化敏感度，以及避免不必要的歧視、偏見或社會分化(social fragmentation)。因此，在以服務群體最佳利益的考量之下，「間接」服務是較可行的協助方式，例如倡導、諮詢或相關機構人員教育訓練等。

七、跨領域的協同合作 
跨領域的協同合作(collaboration)是社區心理學領域非常重視的專業價值與實務理念。社區心理學家強調找出個人及社區的優勢，以促進其正向改變，並且尊重服務群體現有的生活經驗、智慧、社會網絡、組織、文化傳統與其他相關資源，因為這些利基往往是其解決或克服問題的最佳良方。因此，社區心理學家透過「公民參與」或「社區聯盟」(不同性質的在地機構或宗教團體)的方式，形成一種合作的關係，彼此貢獻心力，進而最終讓服務群體能靠自己的力量走過難關。此跨領域協同合作、社區聯盟等概念的探討，以加拿大社區心理學家Tom Wolff為代表。

八、實現社會公平正義 
社會正義乃是在社會中，權力、義務、機會、資源等能夠做到公正合理地讓所有民眾均衡享有。因此，社會正義有「分配正義」(distributive justice)與「程序正義」(procedural justice)兩個重要概念。由於美國社區心理學的興起是受其1960年代各項社會與政治改革浪潮的影響，以致社區心理學家最強調的專業價值就是社會正義。針對社會改變的部份，可以透過大眾媒體的倡導或社會行銷方式，進而影響社會政策或改變公眾態度。

## 社區心理學與相關領域的差異之處
一、社區心理學vs.傳統應用心理學
|          | 社區心理學                                                                              | 傳統應用心理學                         |
| -------- | --------------------------------------------------------------------------------------- | -------------------------------------- |
| 分析層面 | 生態系統(微觀、中層與巨觀)                                                              | 人際與微觀系統                         |
| 定義問題 | 重新架構在社會脈絡與多元文化之中                                                        | 立基在個人主義哲學與責備受害者(victim blaming)       |
| 介入焦點 | 能力/優勢                                                                               | 障礙/問題                              |
| 介入時機 | 預防(事前)                                                                              | 補救(事後)                             |
| 介入目標 | 增加能力與促進健康(wellness)                                                            | 減少不良適應或行為                     |
| 介入模式 | 自助/社區發展/社會行動                                                                  | 治療-復健                              |
| 專業角色 | 資源合作者                                                                              | 專家                                   |
| 研究類型 | 立基在非傳統的參與式行動研究(participatory action research)                                                          | 以實證主義的假設為基礎                 |
| 倫理原則 | 強調在社會倫理、解放的價值與社會改變                                                    | 強調在個人倫理、價值中立與現狀緘默接受 |
| 科際整合 | 批判社會學(critical sociology) 、健康科學、哲學、法律、社會工作(社區發展與社會政策)、政治學、地理學與規劃 | 精神醫學、臨床社會工作                 |

二、社區心理學vs.社會心理學
|          | 社區心理學                                                                        | 社會心理學                                                                                    |
| -------- | --------------------------------------------------------------------------------- | --------------------------------------------------------------------------------------------- |
| 強調重點 | 1.影響個人心理層面的外在環境或多元脈絡 2.社會地位及脈絡的特殊性、社會行動與改變等 | 1.環境的個別詮釋、族群的關係或個人的知覺、思考與感覺 2.人類受到社會階級或文化影響的通則或屬性 |
| 研究方式 | 通常在真實的社會環境中，進行相關的研究                                            | 在控制下的實驗室情境中，觀察志願受試者的相關反應                                              |

三、社區心理學vs.公共衛生
|          | 社區心理學                                                                             | 公共衛生                                                                               |
| -------- | -------------------------------------------------------------------------------------- | -------------------------------------------------------------------------------------- |
| 強調重點 | 初級預防、早期介入、社會行銷                                                           | 初級預防、早期介入、社會行銷                                                           |
| 主要目標 | 解釋影響個人或群體健康結果的重要決定因子                                               | 辨識個人或群體健康的狀況                                                               |
| 介入方式 | 個人或群體的系統與環境改變、賦權、諮詢、社會改變                                       | 特定個人或群體的篩檢或轉介                                                             |
| 未來方向 | 跨領域的協同合作：心理健康促進、心理衛生教育、心理衛生行政、心理衛生指標、心理健康政策 | 跨領域的協同合作：心理健康促進、心理衛生教育、心理衛生行政、心理衛生指標、心理健康政策 |

四、社區心理學vs.臨床心理學
| 社區心理學                 | 臨床心理學           |
| -------------------------- | -------------------- |
| 預防(初級預防)             | 治療                 |
| 健康模式                   | 疾病模式             |
| 優勢觀點/復原力            | 易病性               |
| 環境介入：倡導、社會改變等 | 個人介入：心理治療等 |
| 外展服務                   | 醫療服務             |
| 由下而上                   | 由上而下             |
| 合作者                     | 專業者               |

五、社區心理學vs.社會工作
|          | 社區心理學 | 社會工作 |
| -------- | --- | --- |
| 強調重點 | 1. 聚焦在人類行為與社會環境之間的關聯 2. 致力於社會的力量 3. 社會正義的倡導 4. 促進人們的優勢 5. 特別關注邊緣或弱勢群體(如窮人、受心理困擾者) | 1. 聚焦在人類行為與社會環境之間的關聯 2. 致力於社會的力量 3. 社會正義的倡導 4. 促進人們的優勢 5. 特別關注邊緣或弱勢群體(如窮人、受心理困擾者) |
| 介入方式 | 扮演社區組織者、社區發展者、諮詢者等角色，而不是個案工作者                                                                                    | 以應用為主，但通常介入個人與其家庭的生活問題，而不是組織或社區的層面                                                                          |

## 社區心理學的專業課程
根據美國社區研究與行動協會（页面存档备份，存于）公佈2010年美國、加拿大、澳洲、紐西蘭等國的「社區心理學」相關碩博士班之校系資訊(Guide to Education and Training Opportunities in Community Psychology)，可分為「社區心理學」(大學部、碩士班、博士班)、「社區─臨床心理學」(碩士班、博士班)、「社區研究、行動與預防」(跨領域的碩士班及博士班)三大類別，總計有69個校系。

## 社區心理學的開拓者
- George Wilson Albee（英语：George Albee） (1921~2006)

## 延伸閱讀
- Ryan, William. . Vintage Books]. 1976. ISBN 0-394-72226-4.
- Wandersman, Abraham; Robert Hess. . The Haworth Press]. 1985. ISBN 0-86656-391-1.
- Altman, Irwin; Abraham Wandersman. . Plenum Press]. 1987. ISBN 0-306-42513-0.
- Kelly, James G. . Oxford University Press]. 2006. ISBN 0-19-517379-1.
- A Community Psychology of Ethics（页面存档备份，存于） (Kenneth S. Pope)

## 外部連結
- Handout: What is Community Psychology?[永久] (Society for Community Research and Action, SCRA)
- An Introduction to Community Psychology（页面存档备份，存于） (Douglas D. Perkins, Vanderbilt University, USA)
- Psychology & Action: Community Psychology（页面存档备份，存于） (YouTube)
- Community Psychology Links（页面存档备份，存于） (Social Psychology Network)
- Community Psychology in UK Higher Education(CPHE) (Manchester Metropolitan University, UK)
- Center for Community Studies (Peabody College, Vanderbilt University, USA)
- Global Journal of Community Psychology Practice(GJCCP) (An exchange of ideas, information and resources for community practitioners)
- 台灣社區心理學資訊網
- 復元與優勢觀點發展中心